# رومانوس چهارم
رومانوس چهارم با عنوان کامل رومانوس چهارم دیوژن، (به یونانی: Ρωμανός Δ΄ Διογένης, Rōmanos IV Diogenēs) (به انگلیسی: Romanos  IV Diogenes) (درگذشتهٔ ۴ اوت ۱۰۷۲) امپراتور بیزانس از ۱۰۶۸ تا ۱۰۷۱ بود.

## زندگینامه
رومانوس از اشراف‌زادگان نظامی کاپادوکیه بود و مقام فرماندهی ارتش را در زمان کنستانتین دهم دوکاس در اختیار داشت. کنستانتین در ۱۰۶۷ درگذشت و پس از او همسرش اودوکیا ماکرمبولیتیسا نایب‌السلطنتی فرزندانش را برعهده گرفت. اما امپراتوری بیزانس در معرض خطر حملهٔ سلجوقیان قرار داشت و اودوکیا به منظور دفع این تهدید در ۱۰۶۸ با رومانوس ازدواج کرد. درنتیجهٔ این ازدواج رومانوس به جایگاه امپراتوری رسید و با عنوان رومانوس چهارم بر تخت نشست.
رومانوس سپس علیه سلجوقیان وارد جنگ شد و توانست پیروزی‌هایی را در آغاز نبرد به‌دست آورد. با این حال او در نبرد ملازگرد که در ۱۰۷۱ و در نزدیکی ملازگرد روی داد به‌سختی از نیروهای آلپ ارسلان شکست خورد و اسیر گردید. با دستگیری رومانوس، اودوکیا و پسرش میخائیل هفتم به‌طور مشترک قدرت را در دست گرفته و رومانوس را برکنار ساختند.
رومانوس چهارم سرانجام با قبول پرداخت خراج به سلجوقیان آزاد گردید ولی پس از بازگشت به قسطنطنیه متوجه شد که پسرخوانده‌اش میخائیل به‌تنهایی قدرت را در دست گرفته است. درآنجا او را دستگیر کرده و به فرمان میخائیل هفتم چشمانش را کور ساختند. سپس او را به جزیرهٔ پروته در دریای مرمره تبعید کردند و رومانوس چندی بعد در همانجا در ۱۰۷۲ درگذشت.